# فقط من اینجوری نیستم (ترانه سم اسمیت)
«فقط من اینجوری نیستم» (به انگلیسی: I'm Not the Only One) تک‌آهنگی از سم اسمیت است. این تک‌آهنگ در آلبوم در ساعت تنهایی قرار داشت.
این تک‌آهنگ در چارت‌های اسکاتلند، بریتانیا، نیوزلند جزو ده ترانه اول قرار گرفت.